# Xoanodera asphyxa
Xoanodera asphyxa är en skalbaggsart som beskrevs av Franz 1972. Xoanodera asphyxa ingår i släktet Xoanodera och familjen långhorningar. Inga underarter finns listade i Catalogue of Life.